# (12001) Gasbarini
(12001) Gasbarini (1996 ED9) – planetoida z pasa głównego asteroid okrążająca Słońce w ciągu 5,57 lat w średniej odległości 3,14 j.a. Odkryta 12 marca 1996 roku.